# Opius smithi
Opius smithi är en stekelart som beskrevs av Fischer 1964. Opius smithi ingår i släktet Opius och familjen bracksteklar. Inga underarter finns listade i Catalogue of Life.